# Propozicija
Propozicija (lat. propositio) ili prijedlog, pretpostavka - premisa, naročito u logici, drugi nazivi su; ponuda, izjava, izreka, tvrdnja, sud, naum, namjera. Također se može definirati i kao skup uvjeta u nekom natjecanju npr; (tko može nastupiti, duljina staze, kakve su nagrade i slično).